# أبو العباس المرسي

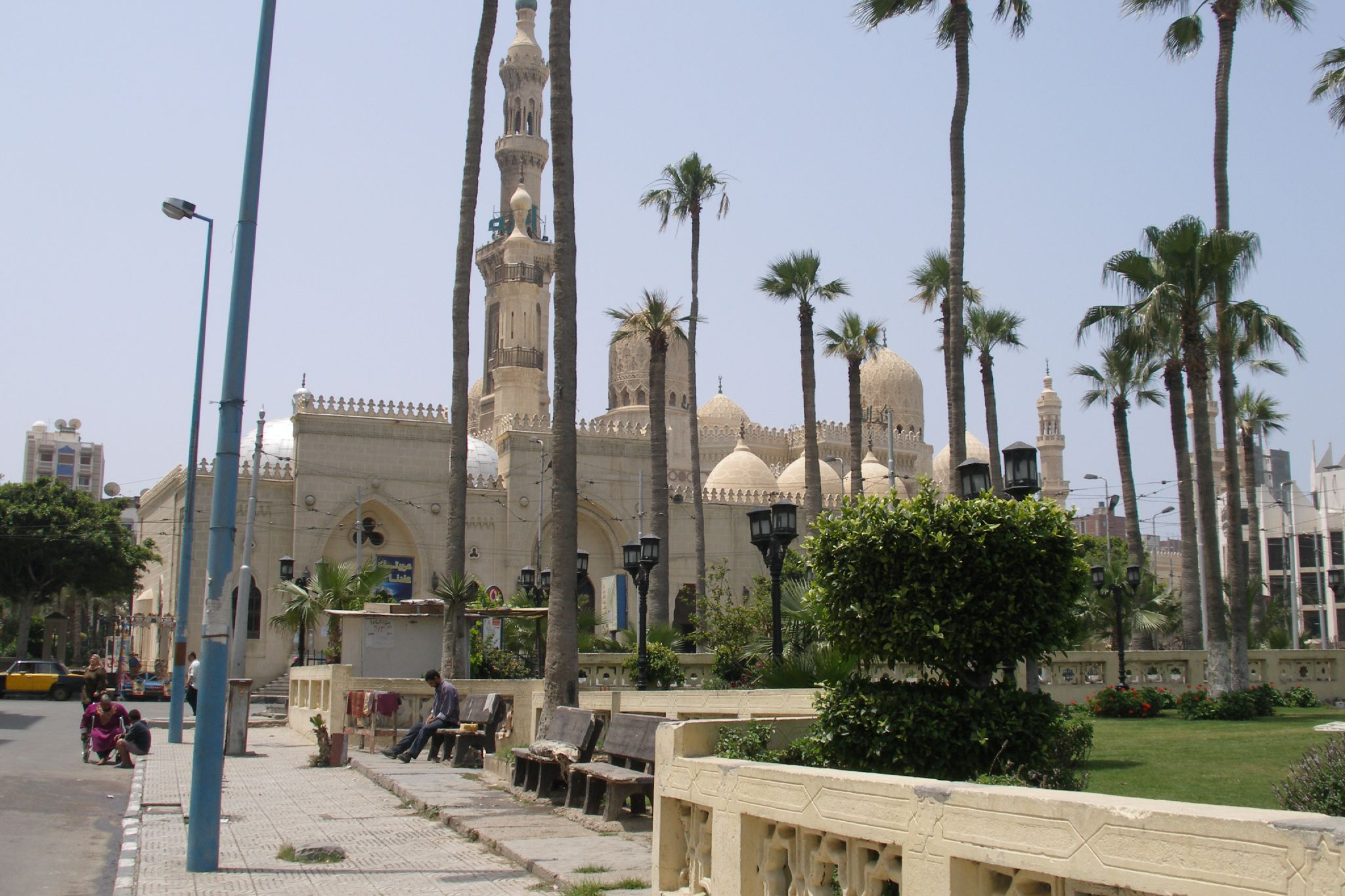
جامع أبو العباس المرسي

أبو العباس المرسي، عالم دين صوفي، وأحد أبرز رجالات الصوفية في سلسلة الطريقة الشاذلية.

## نسبه ومولده
هو شهاب الدين أبو العباس أحمد بن حسن بن علي الخزرجي الأنصاري المرسي، تولّد في مدينة مرسية في الأندلس عام 616 هـ الموافق 1219م ومنها حصل على لقبه المرسي، والذي أصبح اسماً متدوالاً في مصر بعد حذف لام التعريف. يتصل نسبه بالصحابي سعد بن عبادة كان جده الأعلى قيس بن سعد بن عبادة أميرا على مصر من قبل سيدنا الإمام علي بن أبي طالب سنة 36 هـ.
كان والده يعمل في التجارة مما مكنه من إرسال إبنه إلى. معلم لتعلم القراّن الكريم والتفقه في أمور الدين وقد حفظ القراّن الكريم كله في سنة واحدة وتعلم بالأندلس أصول الفقه والقراءة والكتابة، وكان والده من تجار مرسية فشارك معه في تجارته، وكان المال الذي يتدفق إلى سيدي المرسي من تجارته، يذهب إلى جيوب الفقراء والمساكين وأبناء السبيل وكان يكتفي من أرباح تجارته بما يقيم أوَدَه ويحفظ حياته. كان مستغرقا بقلبه في ذكر الله فكان شغله الشاغل أن يتقدم كل يوم خطوة في طريق الحق والحقيقة.. أشتهر أبو العباس بالصدق والأمانة والعفة والنزاهة في تجارته كان يربح مئات الاّلاف، ويتصدق بمئات الاّلاف، وكان قدوة لتجار عصرة في التأدب بأدب الدين الحنيف وكان قدوة للشباب في التمسك بالعروة الوثقي ورعاية حقوق الله فهو يصوم أياماً كثيرة من كل شهر، ويقوم الليل إلا أقله، ويمسك لسانه عن اللغو واللمم.
حيث نشأ في بيئة صالحة أعدته للتصوف. في عام 640هـ الموافق 1242م اعتزم والده الحج إلى بيت الله الحرام فصحبه معه وكذا أخيه وأمهما، فركبوا البحر عن طريق الجزائر حتى إذا كانوا على مقربة من شاطئ تونس هبت ريح عاصفة أغرقت المركب بمن فيها غير أن عناية الله تعالى أدركت أبا العباس المرسي وأخاه فقد نجيا من الغرق فقصدا تونس وإتخذاها دارا ً لهما. وهناك قابل أبو الحسن الشاذلى في عام 640هـ وانتقل معه إلى مصر عام 1244م

## سلوكه التصوف
تلقَّى أبو العباس المرسي التصوف على يد شيخه الصوفي الأشهر أبي الحسن الشاذلي الذي التقى به أبو العباس في تونس سنة 640 هجرية وقال له: «يا أبا العباس ما صحبتك إلا لتكون أنت أنا، وأنا أنت». وبعدما قد تزوَّد بعلوم عصره كالفقه والتفسير والحديث والمنطق والفلسفة، جاء أوان دخوله في الطريق الصوفي وتلقيه تاج العلوم.
قال الإمام المرسي: "لما نزلت بتونس وكنت أتيت من مرسية بالأندلس وأنا إذ ذاك شاب سمعت بأبا الحسن الشاذلي فقال لي رجل نمضي إليه فقلت حتى أستخير الله، فنمت تلك الليلة فرأيت كأني أصعد إلى رأس جبل فلما علوت فوقه رأيت هناك رجلا ً عليه بُرنس أخضر وهو جالس عن يمينه رجل وعن يساره رجل فنظرت إليه فقال عثرت على خليفة الزمان قال فإنتبهت فلما كان بعد صلاة الصبح جاءني الرجل الذي دعاني إلى زيارة فسرت معه فلما دخلنا عليه رأيته بالصفة التي رأيته بها فوق جبل زغوان، فدهشت فقال أبا الحسن الشاذلي: عثرت على خليفة الزمان، ما إسمك؟
فذكرت له إسمي ونسبي فقال لي رفعت إليْ منذ عشر سنين ".. ومن يومها وهو يلازم أبا الحسن الشاذلي ورحل معه إلى مصر
ورأى الشاذلي في أبو العباس المرسي فطرة طاهرة، ونفسا خيرة وإستعداداً طيباً، للإقبال علي الله، فمنحه ورده وغمره بعنايته، وأخذ في تربيته تربية تؤهله ليكون خليفته من بعده، وقال له: يا أَبَا العبَاَّسِ؛ واللهِ ما صَحَبْتُكَ إِلاَّ لِتَكُون َ أَنْتَ أَنَا، وأَنـَـا أَنْتَ يا أَبـَا العَبَّاس ِ؛ فِيكَ مَا فِي الأَوْلِيَاء وَليْسَ فِي الأَوْليَاءِ مَا فِيك
ومن مأثورات أبي الحسن الشاذلي التي اشتهرت بين الصوفية، عبر مئات السنين، قوله: أبُو العبَّاسِ مُنْذُ نَفذَ إِلى اللهِ لَمْ يُحْجَبْ، وَلَوْ طَلَبَ الحِجَابَ لَمْ يجـِدْهُ وأَبُو العبَّاس ِ بِطُرُقِ السَّمَاءِ، أَعْلَمُ مِنـْهُ بِطُرُقِ الأَرْضِ
وصحَّت صحبة أبي العباس المرسي لشيخه الشاذلي، وصار من بعده إماماً للطريقة الشاذلية، وكان قبلها قد تزوج أبو العباس من كريمة الشاذلي وأنجب منها محمد وأحمد وإبنته بهجة التي تزوجت من ياقوت العرش وكان من تلاميذ أبيها ومريديه.
في عام 642 هجرية، 1244م، رأى الشاذلي في منامه أن النبي يأمره بالانتقال إلى الديار المصرية فخرج من تونس ومعه أبو العباس المرسي وأخوه عبد الله وخادمه أبو العزايم ماضي قاصدين الأسكندرية على عهد الملك الصالح نجم الدين أيوب
قال الإمام المرسي رضي الله: كنت مع أبا الحسن الشاذلي ونحن قاصدون الأسكندرية حين مجيئنا من تونس فأخذني ضيق شديد حتى ضعفت عن حمله فأتيت أبا الحسن فلما أحس بي قال يا أحمد؟ قلت نعم يا سيدي فقال اّدم خلقه الله بيده وأسجد له ملائكته وأسكنه جنته ثم نزله به إلى الأرض قبل أن يخلقه بقوله إني جاعل في الأرض خليفة ما قال في السماء أو الجنة فكان نزول اّدم إلى الأرض نزول كرامة لا نزول إهانة فإن اّدم كان يعبد الله في الجنة بالتعريف فأنزله إلى الأرض ليعبده بالتكليف، فإذا توافرت فيه العبوديتان إستحق أن يكون خليفة وأنت أيضا لك قسط من اّدم كانت بدايتك في سماء الروح في جنة التعريف، فأنزلت إلى أرض النفس تعبده بالتكليف، فإذا توفرت فيك العبوديتان أستحققت أن تكون خليفة
قال أبو العـباس فلما إنتهى من هذه العبارة شرح الله صدري وأذهب عني ما أجد من الضيق والوسواس.
ويقول سيدي أبو العباس المرسي: لما قدمنا من تونس إلى الأسكندرية، نزلنا عند عمود السواري وكانت بنا فاقة وجوع شديد فبعث إلينا رجل من عدول الأسكندرية بطعام فلما قيل للشيخ عنه قال لا يأكل أحد من شيء من الطعام فبتنا على ما نحن فيه من الجوع، فلما كان عند الصبح صلى بنا وقال أحضروا ذلك الطعام ففعلوا، وتقدمنا فأكلنا فقال: رأيت في المنام قائلا يقول أحل الحلال ما لم يخطر لك ببال، ولا سألت فيه أحد من النساء والرجال.
واستقرا بحي كوم الدِّكة. أمَّا الدروس العلمية والمجالس الصوفية، فقد اختار لها الشاذلي المسجدَ المعروف اليوم بجامع العطارين وكان يُعرف وقتها بالجامع الغربي وقد أقبل على هذه الدروس والمجالس، جمعٌ غفير من خواص الإسكندرية وعوامها.
ولايفوتنا الإشارة هنا، إلى أنَّ الإسكندرية كانت في هذا العصر مدينةً متميزة ذات مكانة علمية خاصة فقد حفلت من قبل الشاذلي، والمرسي برجالٍ كبار، حطُّوا رحالهم فيها وأقاموا المدارس العلمية؛ أمثال الطرطوشي، ابن الخطاب الرازي، الحافظ أبو طاهر السَّلَفي وكان صلاح الدين الأيوبي يحرص على قضاء شهر رمضان من كل عام بالإسكندرية؛ ليسمع الحديث النبوي من الحافظ أبي طاهر السَّلَفي.
استمر أبو العباس مع الشاذلي يسير في ضوء تربيته وينهج طريقه لا يحيد عنه قيد الشعرة إلى أن كانت وفاة الشاذلي.
أقام أبو العباس المرسي بالأسكندرية 43 عاما ينشر العلم ويهذب النفوس ويربي المريدين ويضرب المثل بورعه وتقواه وقد تلقى العلم على يدي أبو العباس وصاحبه الكثير من علماء عصره كالإمام البوصيري وابن عطاء الله السكندري وياقوت العرش وابن اللبان والعز بن عبد السلام وابن أبي شامة.. وغيرهم.
و توفي أبو العباس المرسي في 25 من شهر ذي القعدة سنة 686هـ / 1287م ودفن معه إبنه محمد وإبنه أحمد ومسجده الذي بني على قبره بحي رأس التين.
وقد تولَّى أبو العباس مشيخة الطريقة الشاذلية بعد وفاة أبي الحسن الشاذلي سنة 656 هجرية / 1258م وكان عمره آنذاك أربعين سنة وظلَّ يحمل لواء العلم والتصوف حتى وفاته، بعد أن قضى أربعةً وأربعين عاماً في الإسكندرية، سطع خلالها نجم الطريقة الشاذلية في الآفاق.
أوقات الإنسان في نظر سيدي الإمام أبو العباس المرسي
يقسم الإمام أبو العباس المرسي أوقات الإنسان إلى أربعة هي
```
النعمة
 , 
البلية
 , 
الطاعة
 , 
المعصية

ولله عليك في كل وقت منها سهم من العبودية يقتضيه الحق منك بحكم الربوبية
```

- ومن كان وقته النعمة فسبيله الشكر، وهو مزج القلب بالله
- ومن كان وقته البلية فسبيله الرضا بالقضاء والصبر
- فمن وقت الطاعة فسبيله شهود المنة من الله عليه إذ هداه الله لها، ودفعه للقيام بها
- ومن كان وقته المعصية فسبيله الإستغفار

أعظم الذكر :
ينصح الإمام أبو العباس بالذكر باسم الله وقال لأصحابه ليكن ذكرك الله فإن هذا الاسم سلطان الأسماء وله بساط وثمرة، فبساطه العلم وثمرته النور، ثم النور ليس مقصودا لنفسه، وإنما ليقع به الكشف والعيان، وجميع أسماء الله للتخلق إلا إسمه الله فإنه للتعلق، فمثال ذلك أنك إذا ناديته يا حليم، خاطبك من إسمه الحليم، أنا الحليم فكن عبدا حليما ً، وإذا ناديته بإسمه الكريم خاطبك من إسمه الكريم، أنا الكريم فكن عبدا كريما، وكذلك سائر أسمائه، إلا إسمه الله فإنه للتعلق فحسب، إذ مضمونه الألوهية والألوهية لا يتخلق بها أصلا.
أقام أبو العباس في الأسكندرية ثلاث وأربعين سنة ينشر العلم، ويهذب النفوس، ويُضَربُ المَثلُ بورَعه وتقواه. تولَّى أبو العباس مشيخة الطريقة الشاذلية بعد وفاة أبى الحسن الشاذلي سنة 656هـ / 1258م وكان عمره آنذاك أربعين سنة وظلَّ يحمل لواء العلم والتصوف حتى وفاته. تربى على يديه عدد كبير من العلماء، أبرزهم ابن عطاء الله السكندري.
- الأنبياء إلي أممهم عطية ونبينا سيدنا محمد صلي الله عليه وسلم هدية وفرق بين العطية والهدية لأن العطية للمحتاجين والهدية للمحبوبين، قال رسول الله صلي الله عليه وسلم: إنما أنا رحمة مهداه.
- الطي علي قسمين طي أصغر وطي أكبر، فالطي الأصغر لعامة هذه الطائفة، أن تطوي لهم الأرض من مشرقها إلي مغربها في نفس واحد والطي الأكبر طي أوصاف النفوس.
- قال رضي في قول سيدنا رسول الله صلي الله عليه وسلم«أنا سيد ولد أدم ولا فخر»: أي لا فخر بالسيادة وإنما أفتخر بالعبودية لله سبحانه وتعالي.
- لي أربعون سنة ما حجبت طرفة عين عن رسول الله صلي الله عليه وسلم ولو حجبت عن رسول الله صلي الله عليه وسلم ما عددت نفسي من جملة المسلمين.
- والله ما جلست بالناس حتي هددت بالسلب وقيل لي لئن لم تجلس لسلبتك ماوهبناك.
- الأكوان كلها عبيد مسخرة، وأنت عبد الحضرة.

## وفاته
توفي في 25 ذو القعدة سنة 686 هـ ودفن في الإسكندرية في مقبرة باب البحر.. وكان هذا الموضع وقت وفاته، جبانةً يُدفن فيها الأولياء. وقد أُقيم سنة 706 هجرية بناءً على مدفنه؛ ليتَميَّز عن بقية القبور من حوله، فصار البناءُ مزاراً.. ثم صار مسجداً صغيراً بناه زين الدين القَطَّان، وأوقف عليه أوقافاً؛ وأُعيد بناء المسجد وتم ترميمه وتوسيعه سنة 1189 هجرية.وفي سنة 1362 هجرية الموافق 1943م أُعيد بناء جامع أبو العباس المرسي، ليتخذ صورته الحالية التي صار اليوم عليها، وهو اليوم أكبر مساجد الإسكندرية، وقام ببنائه وزخرفته المهندس الإيطالى ماريو روسي، وهو معمارىٌّ شهير، شغف ببناء المساجد، وما لبث أن أعلن إسلامه.. وقد توفى بالحجاز، ولاتزال ذريته تعيش بمصر. وحول المسجد، تقوم مساجد تلاميذه: البوصيري، ياقوت العرش، الموازينى، الواسطى.. وغيرهم من الأولياء.